# Ilya Kaminsky

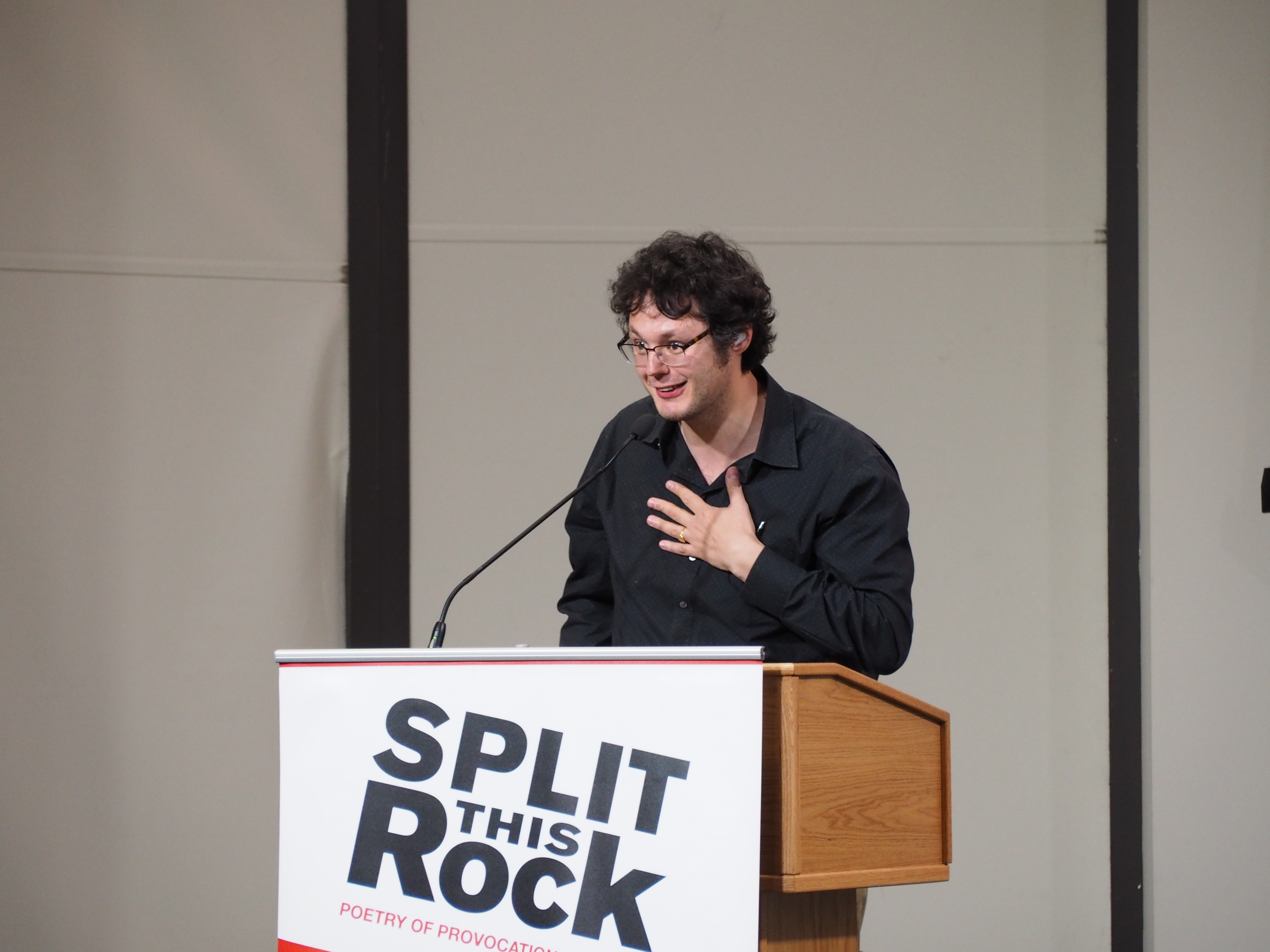
Ilya Kaminsky (2018)

Ilya Kaminsky (* 18. April 1977 in Odessa,  Ukrainische Sozialistische Sowjetrepublik) ist ein ukrainisch-US-amerikanischer Dichter, Herausgeber, Hochschullehrer und Übersetzer.

## Leben und Werk
Ilya Kaminsky wurde 1977 in Odessa in der Sowjetunion in eine kulturell interessierte jüdische Familie geboren. Mit vier Jahren wurde er schwerhörig, nachdem ein Arzt eine Mumpsinfektion fälschlicherweise für eine Erkältung diagnostiziert und damit falsch behandelt hatte. Früh begann Kaminsky, Gedichte zu schreiben. Mit zwölf Jahren wurden erste Werke in einer lokalen Zeitung veröffentlicht, drei Jahre später publizierte er ein wenige Seiten langes Groschenheft (chapbook). Als kurz nach dem Zerfall der Sowjetunion und der Unabhängigkeit der Ukraine sein 15 Jahre älterer Bruder mit seiner Ehefrau nach Rochester im US-Bundesstaat New York emigrierte, folgten ihm Kaminsky und seine Eltern wenig später. Dort erhielten sie aufgrund des Antisemitismus im Ostblock politisches Asyl. Nur ein Jahr später verstarb Kaminskys Vater. Der Jugendliche begann darauf, englischsprachige Lyrik zu schreiben, obwohl er erst ein Jahr in den Vereinigten Staaten lebte. Wenig später begann er ein Studium, das er zunächst mit einem Bachelor of Arts in Politikwissenschaften von der Georgetown University und dann mit einem Juris Doctor vom University of California, Hastings College of the Law abschloss. Anschließend arbeitete er für das National Immigration Law Center und die Rechtshilfeorganisation Bay Area Legal Aid. Diese Berufslaufbahn gab er zugunsten seiner Karriere als Schriftsteller und Hochschullehrer auf. Später war er pro bono als Court Appointed Special Advocate for Orphaned Children für den Gerichtsdistrikt des südlichen Kalifornien tätig.
Kaminskys lyrische Vorbilder sind russische oder russischstämmige Dichter wie Joseph Brodsky, Marina Iwanowna Zwetajewa oder Ossip Emiljewitsch Mandelstam, die in der Zeit des Stalinismus gelebt hatten. Kaminsky versucht, die Themen ihres Werkes in die moderne Zeit zu übersetzen. Gleichzeitig versucht er, „die Erfahrungen russischer Bürger unter der Herrschaft des Kommunismus für seine vorrangig US-amerikanische Leserschaft erfahrbar zu machen.“ Nachdem er 2002 mit Musica Humana sein Debüt veröffentlicht hatte, gelang ihm im gleichen Jahr der Durchbruch, als er mit dem Manuskript für Dancing in Odessa den Dorset Prize der Tupelo Press gewann. Mit dem Preis verbunden war die Veröffentlichung des Manuskriptes durch den Verlag. Dancing in Odessa war Kaminskys erster langer Gedichtband. Er enthält neben dem Titelgedicht über seine Geburtsstadt Odessa mehrere Elegien unter anderem auf Brodsky und Zwetajewa. 2019 erschien sein Gedichtband Deaf Republic, das formal als Drama aufgebaut ist. Es handelt von einem Konflikt zwischen Soldaten und Einwohnern des fiktiven Dorfes Vasenka. Nachdem die Soldaten einen tauben Jungen aus dem Dorf erschossen hatten, verweigern die Dorfbewohner zunächst das Sprechen und entwickeln eine Zeichensprache, ehe sie aktiv Widerstand gegen die Soldaten leisten. Kaminsky deutet dabei Analogien zwischen dem Leben in der stalinistischen Sowjetunion und dem modernen Amerika mit seinen regelmäßigen Fällen von Polizeigewalt an, bleibt aber vage, inwiefern solche Vergleiche wirklich zulässig sind. Damit stellte sich Kaminsky in eine Linie von jüdischen Schriftstellern aus Odessa, die sich politische Themen vornahmen. Kaminsky hatte etwa zehn Jahre an dem Werk gearbeitet. Das Buch wurde vielfach ausgezeichnet und war unter anderem Book of the Year der New York Times. Drei Jahre nach der Veröffentlichung erhielt das Auftaktgedicht der Deaf Republic vor dem Hintergrund des russischen Überfalls auf die Ukraine verstärkte Aufmerksamkeit.
Der Literaturwissenschaftler Colin Burrow urteilte in einem Porträt für das London Review of Books, dass Kaminskys Poesie „energiegeladen ist und manchmal innere Spannungen aufzeigen kann, die die Textur [der Gedichte] verdrehen und verlagern.“ Die American Academy of Arts and Sciences, die 2023 Kaminsky als Mitglied aufnahm, beschrieb die Poesie des Dichters als literarisches Pendant zu den Gemälden von Marc Chagall: „die Gesetze der Schwerkraft sind aufgehoben worden und die Farben neu zugewiesen worden, aber nur, um eine alltägliche Realität zu erschaffen, die umso unauslöschlicher ist.“ Häufig arbeitet Kaminsky mit Künstlern anderer Branchen zusammen; beispielsweise veröffentlichte er 2022 zusammen mit der Fotografin Jelena Jemtschuk das Fotobuch Odesa, zu dem Kaminsky Gedichte beisteuerte. Daneben arbeitet er auch als Herausgeber und Übersetzer von Werken anderer Autoren. 2010 gab er zusammen mit Susan Harris die Ecco Anthology of International Poetry heraus, im gleichen Jahr fungierte er als Herausgeber und Co-Übersetzer von Polina Barskowas This Lamentable City. 2012 publizierte er zusammen mit Jean Valentine unter dem Titel Dark Elderberry Branch ein Band von englischsprachigen Übersetzung von Gedichten Marina Zwetajewas, das von einer CD mit den auf Russisch eingesprochenen Originalen begleitet wurde. 2023 gab er zusammen mit der Schriftstellerin Carolyn Forché die Anthologie In the Hour of War heraus, die vor dem Hintergrund von Russlands Angriff auf die Ukraine englischsprachige Übersetzungen von Gedichten ukrainischer Lyriker versammelte. Ferner ist er Herausgeber des Onlinemagazines In Posse Review; ebenso ist er Lyrik-Redakteur für die Online-Literaturzeitschrift Words Without Borders.
Zusätzlich war und ist Kaminsky auch als Hochschullehrer für kreatives Schreiben tätig, unter anderem an der San Diego State University, am Georgia Institute of Technology und am Lewis Center for the Arts der Princeton University. Daneben war er von 2010 bis 2013 Direktor des Harriet Monroe Poetry Institute der Poetry Foundation, als welcher er die Buchserie Poets in the World begründete. Ferner gründete er gemeinsam mit Paloma Capanna die Wohltätigkeitsorganisation Poets for Peace, die Lyriklesungen zu wohltätigen Zwecken organisiert. Kaminsky ist mit der US-amerikanischen Dichterin und Schriftstellerin Katie Farris (* 1983) verheiratet.

## Ehrungen
- 2000: Florence Kahn Memorial Award der National Federation of State Poetry Societies[11]
- 2002: Dorset Prize der Tupelo Press[12]
- 2005: Metcalf Award der American Academy of Arts and Letters[13]
- 2005: Whiting Award[14]
- 2009: Levinson Prize des Magazines Poetry[15]
- 2019: Los Angeles Times Book Prize in der Kategorie Poetry für Deaf Republic[16]
- 2019: National Jewish Book Award in der Kategorie Poetry für Deaf Republic[17]
- 2020: Anisfield-Wolf Book Award in der Kategorie Poetry für Deaf Republic[18]
- 2022: „Ehrengast“ des Premio Laudomia Bonanni[19]
- 2023: Aufnahme in die American Academy of Arts and Sciences[3]
- 2023: Wahl zum Chancellor der Academy of American Poets[5]

Die BBC nahm Kaminsky nach der Veröffentlichung von Deaf Republic in ihre Liste von „12 artists who changed the world in 2019“ (12 Künstler, die 2019 die Welt verändert haben) auf. Ferner erhielt Kaminsky Stipendien diverser Organisationen, darunter eine Guggenheim Fellowship (2018) eine Creative Writing Fellowship des National Endowment for the Arts (2019) und eine United States Artists Fellowship (2023).

## Werke
- Musica Humana. Chapiteau Press, Strafford 2002, ISBN 1-931498-32-6.
- Dancing in Odessa. Tupelo Press, North Adams 2004, ISBN 1-932195-12-2.
  - Tanzen in Odessa. Gedichte. Übersetzt von Alexander Sitzmann. Mit einem Interview des Autors von Rodica Draghincescu. KLAK Verlag, Berlin 2019, ISBN 978-3-943767-95-7.
- Deaf Republic. Graywolf Press, Minneapolis 2019, ISBN 978-1-55597-831-0.
  - Republik der Taubheit. Übersetzt von Anja Kampmann. Carl Hanser Verlag, München 2022, ISBN 978-3-446-27273-6.
- Odesa. Mit Fotografien von Jelena Jemtschuk. GOST Books, London 2022, ISBN 978-1-910401-71-2.

Herausgeberschaften
- mit Susan Harris: The Ecco Anthology of International Poetry. Ecco Press, New York City 2010, ISBN 978-0-06-158324-7.
- This Lamentable City: Poems of Polina Barskova. Tupelo Press, North Adams 2010, ISBN 978-1-932195-83-5.
- mit Katie Farris:  If I Were Born In Prague: Poems by Guy Jean. Argos Press, New York City 2011.
- mit George Calvin Waldrep III.: Homage to Paul Celan. Marick Press, Grosse Pointe Park 2012, ISBN 978-1-934851-35-7.
- mit Katherine Towler: God in the House: Poets Talk About Faith. Tupelo Press, North Adams 2012, ISBN 978-1-932195-30-9.
- mit Jean Valentine: Dark Elderberry Branch: Poems of Marina Tsvetaeva. Alice James Books, New Gloucester 2012, ISBN 978-1-882295-94-4.
- mit Katie Farris und Valzhyna Mort: Gossip and Metaphysics: Russian Modernist Poets and Prose. Tupelo Press, North Adams 2014, ISBN 978-1-936797-47-9.
- mit Dominic Luxford und Jesse Nathan: In the Shape of the Human Body I am Visiting the Earth: Poems from Far and Wide. McSweeney’s, San Francisco 2017, ISBN 978-1-944211-07-3.
- mit Carolyn Forché: In the Hour of War: Poems from Ukraine. Arrowsmith Press, Medford 2023, ISBN 979-8-9863401-8-0.